# Назиров, Бахтовар Бахиржанович
Бахтовар Бахиржанович Назиров (род. 16 мая 1994, Лангепас, Тюменская область) — российский боксёр-профессионал, выступающий в легчайшей и в полулёгкой весовых категориях. Мастер спорта России международного класса, чемпион Европейских игр (2015), трёхкратный чемпион России  (2016, 2017, 2018), трёхкратный серебряный призёр чемпионата России (2014, 2019, 2023) в любителях.

## Биография
В 9 лет начал заниматься боксом. В 15 лет выиграл чемпионат Европы среди спортсменов своего возраста. Окончил Югорский колледж-интернат олимпийского резерва.

## Семья
В середине 1980-х годов его родители переехали из Таджикистана на Север. Отец работал в «ЛУКОЙЛе» оператором по добыче нефти, теперь на пенсии, мать — оператор по теплоснабжению. Старший брат Хуршед, который старше его на восемь лет. По национальности — таджик.

## Спортивные результаты
- Европейские игры 2015 года — ;
- Чемпионат России по боксу 2014 года — ;
- Чемпионат России по боксу 2016 года — ;
- Чемпионат России по боксу 2017 года — ;
- Чемпионат России по боксу 2018 года — ;
- Чемпионат России по боксу 2019 года — ;
- Чемпионат России по боксу 2023 года — .